# Axel Möckel
Axel Möckel  (* 1949 in Timmendorfer Strand; † 1999 in Berlin) war ein deutscher Maler.

## Leben und Wirken
Möckel studierte an der Hochschule der Künste Berlin bei Kuhn und Ulrich Knispel und war dort ab 1975 Meisterschüler bei Karl Horst Hödicke.
Seine Werke und Arbeiten fanden sich ab dem Jahr 1979 in  Einzel- und Gruppenausstellungen wieder. Ab 1987 nahm er an zahlreichen Film- und  Videofestivals teil und erhielt dort Auszeichnungen. Letzte Arbeiten von Möckel, kurz vor seinem Tod im Jahr 1999, zeigte die Ausstellung Welten – Bausteine der Wirklichkeit im Stadtmuseum Siegburg.
Als freischaffender Künstler fand er einen eigenen Weg und Stil und lehnte sich dabei an den deutschen Neoexpressionismus an sowie an wichtige Vertreter der sogenannten Neuen Wilden und – neben Georg Baselitz, Jörg Immendorff, Markus Lüpertz, Bernd Koberling und A. R. Penck – bedeutende Vertreter der Neuen Figuration.
Seine Arbeiten sind u. a. in den Sammlungen der Foundation Bayer USA, Pittsburg; Albertina, Wien; Modernes Museum, Linz; Institut d`Art Contemporain, Villeurbanne; Hamburgische Kulturstiftung; Nationalmuseum (Breslau); Oberhessisches Museum Gießen; Zentrum für Kunst und Medien Karlsruhe; Kupferstichkabinett Berlin.